# Gonçalo Rodrigues
Gonçalo Rosa Gonçalves Pereira Rodrigues (sinh ngày 18 tháng 7 năm 1997), hay Guga, là một cầu thủ bóng đá người Bồ Đào Nha thi đấu ở vị trí tiền vệ cho Beijing Guoan ở Chinese Super League.

## Sự nghiệp câu lạc bộ
Sinh ra ở Vila Real de Santo António, Guga có màn ra mắt cho Benfica B trong trận đấu tại LigaPro 2016–17 trước Varzim vào ngày 13 tháng 8 năm 2016.